# Sinusbølge
En sinusbølge (sinussvingning eller sinusoide) er en matematisk funktion der bliver brugt i f.eks. signalanalyse og fysik. 
I den simpleste form kan den skrives: 
{\displaystyle x(t)=A\cos(\omega t+\phi )}
Det er således en almindelig cosinus (eller sinus) funktion der er skaleret med amplituden (udsvinget) A, forskubbet med et faseskift φ (phi), og frekvensen er ændret med vinkelhastigheden ω (omega).
I stedet for formen med vinkelhastigheden kan den også skrives med frekvensen (den cykliske frekvens) f: 
{\displaystyle x(t)=A\cos(2\pi ft+\phi ).}
Den kan også omskrives til at bruge svingningstiden (perioden) {\displaystyle T=1/f}:
{\displaystyle x(t)=A\cos(2\pi t/T+\phi ).}
Endelig kan man skrive en sinusbølge som en sum af komplekse eksponenter
{\displaystyle x(t)={\frac {A}{2}}e^{j(\omega t+\phi )}+{\frac {A}{2}}e^{-j(\omega t+\phi )}.}
hvor j er det imaginære tal {\displaystyle {\sqrt {-1}}}.
Denne form nåes ved at anvende den omvendte Eulers formel for cosinus.

## Regneregler for sinusbølger
Når to eller flere sinusbølger lægges sammen, og de har samme frekvens, er resultatet en ny sinusbølge med ændret amplitude og ændret fase, dvs.
{\displaystyle \sum _{k=1}^{K}A_{k}\cos(\omega _{0}t+\phi _{k})=A\cos(\omega _{0}t+\phi )}
Sammenlægningen kan udføres ved hjælp af såkaldt "fasoraddition". 
Har sinusbølgerne forskellig frekvens vil deres sum ikke være en sinusbølge.

### Fasorrepræsentation
En sinusbølges amplitude og faseskift kan også repræsenteres med en såkaldt fasor, der er et komplekst tal.
For sinusbølgen {\displaystyle x(t)=A\cos(\omega t+\phi )} er fasoren:
{\displaystyle X=Ae^{j\phi }}
Dette er en bekvem måde at repræsentere sinusbølger på hvis de har samme frekvens og skal lægges, for eksempel:
{\displaystyle x(t)=x_{1}(t)+x_{2}(t)=A_{1}\cos(\omega _{1}t+\phi _{1})+A_{2}\cos(\omega _{1}t+\phi _{2})}
Fasoren for den resulterende sinusbølge bliver derefter blot en addition med to komplekse tal
{\displaystyle X=X_{1}+X_{2}=A_{1}e^{j\phi _{1}}+A_{2}e^{j\phi _{2}}}

### Multiplikation
Bliver to sinusbølger ganget med hinanden svarer det til amplitudemodulation.